# 四捨五入殺人事件
『四捨五入殺人事件』（ししゃごにゅうさつじんじけん）は、井上ひさしの小説。これを原作としたテレビドラマが、NHK総合テレビジョンの銀河テレビ小説で放送された。また、ラジオドラマが、NHK-FMの青春アドベンチャーで放送された。

## 概要
『週刊新潮』1975年（昭和50年）7月18日号から9月19日号に連載され、1984年（昭和59年）に新潮文庫から刊行された。井上の代表作『吉里吉里人』の初期の頃に発表された作品であり、東北地方の架空の温泉地が舞台である。物語は推理小説の分野のうち、クローズド・サークルに分けられる。

## 設定
東北の地方都市「成郷(なるごう)市」の外れ、「鬼哭(おになき)温泉」にある古びた温泉宿「高屋旅館」が舞台。「鬼哭温泉」のある鬼哭地区は、「鬼哭川」と「高塔山(たかとうさん)」に囲まれた細長い土地で、ほとんどが田んぼとして利用されている。昔、領主の厳しい年貢の取り立てに困った百姓が、隠田として開拓した。舞台となる「高屋旅館」は明治35年に建てられ、材料に杉の心材が使われた立派な建物。主人公の藤川らは、「成郷市」の合併記念の講演会に講師として招かれ、「高屋旅館」はその宿に選ばれていた。ちなみに宮城県には、作中に出てくる地名と似た名前（旧鳴子町、鬼首温泉）があり、テレビドラマ版はその鳴子町でロケが行われた。

## 登場人物
- 藤川武臣 - 40歳前の新鋭作家。分厚い眼鏡をかけた小心者。
- 石上克二 - 60歳前後の大作家。小肥り。気に入らないことをすぐ口にするが、ご機嫌を取られるとすぐに上機嫌になる。
- 課長補佐 - 「成郷市」の観光課課長補佐。名前は岡田。汗っかき。
- 織田加代 - 「高屋旅館」の女主人。訛りのない細面の着物美人。
- 織田小夜 - 30歳半ば。姉の加代によく似た美人。「鬼哭温泉ミュージックホール」の経営者兼出演者。

- 畑中太一 - よろず屋の主人。小夜の夫。幼い頃から小夜に憧れていた。
- 高梨医師 - チョビ髭の老人で、地区に一人の内科医師。
- 島原 - 小学校分校の教諭。石上作品のファン。
- 花村 - 地区の駐在。太っていて顔はアンパン。ぶつぶつとつぶやくクセがある。

- 運転手 - 市役所職員で、黒塗りの車を運転している。
- 恵美 - 「大橋旅館」の娘。藤川作品のファン。30km離れた定時制高校に自転車で通う元気な高校生。
- 花江 - 農協出張所の事務員。

- 立川 - 大漫画家。藤川、石上と共に成郷市の記念講演会に出席予定。

## あらすじ
作家2人と市役所職員を乗せた大型の車が、土砂降りの高原を走っている。石上が文句を言い続けているため、中は少し険悪なムードになっていたが、車が「鬼哭川」にさしかかった頃、今にも流されそうな橋に全員が驚いた。その昔、隠田を拓いた主唱者を領主がこの川で「水漬け」の刑に処したため、「鬼哭川」と言うようになったらしい。
「高屋旅館」に着いた石上が早速旅館の古めかしさに文句を付けると、しばらくして橋が流され、陸の孤島となったことを聞かされる。テレビも娯楽施設もない場所で2人の作家が飽きないよう、餅振舞いの会とヌード大会が開かれることになった。夜になっても雨は降り続き、間欠泉の音も相変わらず続いていた。時計の針が真夜中を指した頃、どこからともなく尺八の音が近づき、階下から叫ぶ声がした。駆けつけた藤川は、被害者の右手に握られたシェーファー万年筆を見て、目眩を覚えた。行きがかり上、事件を調べ始めた藤川だったが、事件は逆転を繰り返す。
 — 餅振舞（もちふるまい）はこの地区の最高のご馳走とされ、味噌餅（胡麻油と砂糖を入れた油味噌で和えた餅）、納豆餅、うぐい餅（ウグイの燻製をほぐして甘露煮にし、和えた餅）、そねみ餅（胡麻と胡桃で和えた餅）、大根おろし餅、雑煮が順に供される。

### 『四捨五入』と農業問題
井上ひさしは作中の人物に、農民以外の者にとって、農民の価値は必要に応じて変わるが、一や二の四以下であって五や六ではない、と語らせており、これが題名の由来であると考えられる。その農民に関わる話題として、農業の機械化政策によって、機械製造業・化学工業に国内市場を作り出し、余った農村労働力が高度成長を支え、付加価値の高い農作物への転換を促したとしている。しかし、減反政策により農家の農産収入と農外収入の比が3：7となったこと、工業製品を輸出するために麦を400万トン輸入していること（米は600万トン余っているのに）、付加価値の高い農作物は生産過剰になり易く、やがて貿易自由化される作物であることが現状として紹介されている。そしてその問題の責任者として、1.『国際分業論』を唱える大企業の経営者、2.『米は高い』という日本国民、3.無関心な日本の知識人を挙げている。

## テレビドラマ
NHK「銀河テレビ小説」にて1987年7月6日から7月24日まで放送された（月曜から金曜・21:40から22:00、1話20分全15回）。同枠では『聖者が街にやってきた』（1982年）、『月なきみ空の天坊一座』（1986年）に続く3作目の井上ひさし原作作品となった。放送された1987年は、この枠の放送開始からすでに15年目となり、漫画原作やタレントの自叙伝も登場するなど、扱う題材が豊富になっていたが、その中でも本作のようなミステリーの連続ドラマ化は異色であった。物語のクライマックスに登場する「鬼哭の里の鬼舞い」は一見、佐渡の鬼太鼓に似ており、岩手県の鬼剣舞と並ぶほどの舞いだとしている。このため軽快なテンポのオープニングには、闇の中にライトを浴びた1人の踊り手が鬼剣舞を舞う姿が使われている。

### キャスト
- 藤川武臣：中村雅俊
- 石上克二：中条静夫
- 加代/小夜：平淑恵
- 岡田：大竹まこと
- 高梨：今福将雄
- 山田：粟津號
- 花村：左右田一平
- こずえ：楠トシエ
- 藤川の妻：松金よね子
- 石上の妻：北川智絵
- 島原：石丸謙二郎
- 畑中：趙方豪
- 恵美子：小野ゆかり

### スタッフ
- 演出：大森青児
- 脚本：冨川元文
- 音楽：渡辺俊幸
- 演奏：コンセール・レニエ
- 方言指導：おやま克博
- 振付：中村友武
- 撮影協力：宮城県鳴子町
- 制作：藤田道郎

### 放送日
- 第1話 1987年7月6日
- 第2話 1987年7月7日
- 第3話 1987年7月8日
- 第4話 1987年7月9日
- 第5話 1987年7月10日
- 第6話 1987年7月13日
- 第7話 1987年7月14日
- 第8話 1987年7月15日
- 第9話 1987年7月16日
- 第10話 1987年7月17日
- 第11話 1987年7月20日
- 第12話 1987年7月21日
- 第13話 1987年7月22日
- 第14話 1987年7月23日
- 第15話 1987年7月24日

## ラジオドラマ
NHK-FM「青春アドベンチャー」枠にて2022年4月11日から4月15日まで放送された（月曜から金曜・21:15から21:30、1話15分全5回）。サブタイトルは「～東北の温泉郷で美人姉妹連続殺人！　若手作家・藤川が謎を解く？～」。

### キャスト
- 藤川：加藤諒
- 石上：陰山泰
- 織田佳代／小夜：幸田尚子
- 岡田美穂子：千葉雅子
- 他：政岡泰志　野村昇史　森田ガンツ　渡部紗弓

### スタッフ
- 演出：吉田浩樹
- 脚色：井出真理
- 音楽：和田貴史
- 音響効果：野村知成
- 制作統括:藤井靖
- 技術：山賀勉

### 放送日
- 第1話 2022年4月11日
- 第2話 2022年4月12日
- 第3話 2022年4月13日
- 第4話 2022年4月14日
- 第5話 2022年4月15日

## 書誌
- 井上ひさし『四捨五入殺人事件』新潮社〈新潮文庫〉、1984年6月25日。ISBN 4-10-116813-X。